# Tineoïdeus
Els tineoïdeus (Tineoidea) són una superfamília de lepidòpters ditrisis. Inclou 3.823 espècies, entre les quals destaquen les arnes de la roba.

## Taxonomia
La superfamília inclou tres famílies, les relacions de les quals encara són objecte de debatː
- Família Eriocottidae Spuler, 1898 - 6 gèneres, 80 espècies
- Família Psychidae Boisduval, 1829 - 241 gèneres, 1.350 espècies
- Família Tineidae Latreille, 1810 - 357 gèneres, 2.393 espècies